# Microsoft Excel
« Excel » redirige ici. Pour les autres significations, voir Excel (homonymie).
Microsoft Excel est un logiciel tableur des suites bureautiques Microsoft 365 Copilot et Office développé et distribué par l'éditeur Microsoft. La version la plus récente est Excel 2024.
Il est destiné à fonctionner sur les systèmes d'exploitation Microsoft Windows, Mac OS X et Android. Le logiciel Excel intègre des fonctions de calcul numérique, de représentation graphique, d'analyse de données et de programmation, laquelle utilise les macros écrites dans le langage VBA (Visual Basic for Applications). Il est notamment utilisé pour la comptabilité, la finance, la logistique, la gestion de bases de données et le suivi des stocks.
Depuis sa création au début des années 1980 mais surtout à partir de sa version 5 (en 1993), Excel a connu un grand succès tant auprès du public que des entreprises prenant une position très majoritaire face aux logiciels concurrents, tel Lotus 1-2-3. Les principaux formats de fichiers natifs portent l'extension « xls » (de 1987 à 2003) puis « xlsx » (à partir de 2007). Chaque fichier correspond à un classeur, lequel contient des feuilles de calculs organisées. Chaque feuille correspond à un tableau de lignes et de colonnes pouvant contenir des valeurs (numériques ou non) ainsi que des formules permettant les calculs. Depuis avril 2014, l'application Excel 2013 est disponible sur iPad, iPhone, Windows Phone et sur OS Android depuis 2015. Cela entre dans la logique « Office mobile » de Microsoft de rendre ses logiciels disponibles sur le plus grand nombre de supports (ordinateurs, tablettes, smartphones).
La dernière version date de 2024 et fait partie de la suite Microsoft Office 2024, elle est incluse dans l'abonnement à Microsoft 365. Excel 2021 comporte de nouvelles fonctionnalités telles que des nouvelles fonctions, des nouveaux types graphiques, une amélioration globale de l'interface utilisateur ainsi que la possibilité de publier via Power BI.
Depuis 2007, les limites de Excel sont de 1 048 576 lignes à la verticale et de 16 384 colonnes à l'horizontal, soit 17 179 869 184 cellules. Les colonnes sont numérotées de A à XFD par défaut, mais il est possible de forcer la numérotation des colonnes de manière chiffrée.
Excel n'est pas développé nativement pour Linux. Il existe des possibilités d'émulation, notamment avec Wine, mais celles-ci présentent des résultats très aléatoires.

## Historique

### Lancement et premières versions
La première version d'un tableur sortie par Microsoft fut Multiplan en 1982, populaire sur les systèmes CP/M (en concurrence avec Lotus 1-2-3 à l'époque).
C'est Charles Simonyi, informaticien hongrois émigré aux États-Unis en 1968, qui développe au sein de la société Microsoft les logiciels Word, et Excel en 1981, avec pour but de proposer une version améliorée de Multiplan.
La première version d'Excel pour les ordinateurs Apple Macintosh sort en 1985, alors que la première version pour Windows, la 2.0 (en ligne avec celle pour Macintosh), sort deux années après. Elle incluait un moteur d'exécution (Runtime) de la version 2.01 de Microsoft Windows.
Avec l'introduction de Windows 3.0 en 1990, les ventes d'Excel dépassèrent celles de Lotus 1-2-3. Excel devient alors rapidement le logiciel de tableau le plus vendu au monde (en nombre de licences). Cet accomplissement permet à Microsoft de détrôner le leader mondial du logiciel en se positionnant comme un véritable concurrent. Microsoft démontre ainsi ses capacités à développer des logiciels avec interface graphique utilisateur (GUI).
Les tableurs sont les premières applications incluses d'office dans les ordinateurs personnels. Excel fut par la suite empaqueté avec Microsoft Word et Microsoft PowerPoint dans la suite Microsoft Office (4.x). L'interface de ces deux derniers programmes a dû être revue pour être conforme à celle d'Excel.

### Évolution
Dès 1993, Excel intègre un module de programmation en Visual Basic for Applications (VBA) se complémentant avec les macro-instructions des versions antérieures.
Visual Basic Application est basé sur le langage de programmation Visual Basic qui offre la possibilité d'automatiser, à l'instar des macros Multiplan et les versions d'Excel précédant la 5.0, des exécutions de tâches de façon très souple et avancée avec notamment le développement de ses propres fonctions pour les utiliser à bon escient dans les feuilles de calcul.
VBA est un complément qui, avec les années, se voit considérablement amélioré en se transformant à partir de la version 8.0, en véritable environnement de développement pour l'utilisateur. Excel offre la possibilité de générer du code Visual Basic par l'intermédiaire de l'enregistreur de macros en reproduisant les opérations effectuées par l'utilisateur et ainsi automatiser les tâches répétitives. VBA permet aussi la possibilité de créer également des formulaires ou encore d'apposer des contrôles directement sur les feuilles de calcul.
Dans les versions suivantes, ce langage autorise l'utilisation de contrôles externes de bibliothèques dynamiques (ActiveX DLL's) a technologie COM (Component Object Model) et aussi l'usage de modules de classe qui permettent de coder avec une technologie orientée objet.
D'autres fonctionnalités de liaisons dynamiques et incorporées par automatisme (OLE Automation) sont une cible de choix pour les virus-macro. Ce type d'attaque est un problème réel et sérieux pour les entreprises jusqu'à ce que les éditeurs de logiciels anti-virus soient en mesure de détecter ce type de virus avec leurs produits. Microsoft ne réagit que tardivement, mais finit par offrir la possibilités aux applications telles que Microsoft Excel d'avertir l'utilisateur et de pouvoir désactiver les macros incluses dans les classeurs ou dans certains compléments.
À partir de la version 2007, les classeurs Excel, les documents Word ou les présentations PowerPoint pourvus de macros se voient greffés d'un « m » dans l'extension du nom de fichier, qu'ils soient modèle ou document.
| Type                 | Extension  | Extension  |
| Type                 | Avant 2007 | Après 2007 |
| -------------------- | ---------- | ---------- |
| Classeur sans macros | .xls       | .xlsx      |
| Classeur avec macros | .xls       | .xlsm      |
| Modèle sans macros   | .xlt       | .xltx      |
| Modèle avec macros   | .xlt       | .xltm      |
| Add-in               | .xla       | .xlam      |

La taille des fichiers excel à fortement évolué au cours des années.Chaque feuille de Microsoft Excel est composée :
- de 16 384 lignes sur 256 colonnes jusqu'à la version 95 (7.0) ;
- de 65 536 lignes sur 256 colonnes jusqu'à la version 2003 (11.0) ;
- de 1 048 576 lignes sur 16 384 colonnes à partir de 2007, soit 17 179 869 184 cellules[5],[14].

La dernière cellule du tableur Excel est donc la cellule XFD1048576.
Avant 2002, Microsoft limite le nombre de feuilles de calcul à 256, mais laisse à l'utilisateur la possibilité d'en insérer davantage manuellement. À compter de 2002, le nombre de feuilles n'est plus limité que par la mémoire disponible sur l'ordinateur de l'utilisateur.

### Excel 2013

Logo en 2013.

Dans cette nouvelle version, on retrouve le design typique du bandeau déjà présent sur Excel 2010. Comme sur tous les nouveaux logiciels de la version 2013, Excel propose un mode tactile qui permet une meilleure utilisation sur appareils équipés d'écran tactile.
Excel 2013 ajoute de nouvelles fonctionnalités, parmi lesquelles :
- L'analyse rapide, qui permet de convertir des données en graphique ou tableau ;
- Le remplissage instantané qui facilite les taches répétitives de l'utilisateur ;
- La possibilité d'enregistrer un classeur directement dans le cloud, afin de le partager.

### Excel 2016
Excel 2016 sort le 22 septembre 2015, en même temps qu'Office 2016 pour le grand public. L'interface reprend le ruban et ses onglets en apportant les fonctionnalités suivantes, :
- Six nouveaux types de graphiques : Compartimentage, Rayons de soleil, Cascade, Histogramme, Pareto, Zone et valeur ;
- La possibilité de transformer des données provenant d'une base de données en format compatible avec Excel ;
- Un outil de prévision de données ;
- Des cartes en 3D ;
- De nouveaux modèles financiers ;
- Une amélioration des tableaux croisées dynamiques ;
- La possibilité de partager des analyses avec Power BI ;
- Une nouvelle fonctionnalité de recherche et de remplacement de valeurs ;
- L'insertion d’équations mathématiques converties en texte ;
- De nouveaux thèmes ;
- Protection contre la perte de données dans Excel
- Une amélioration de l'historique des versions d'un fichier ;
- Un partage simplifié sur OneDrive, OneDrive Entreprise et SharePoint.

### Excel 2019

Logo en 2019.

Excel 2019 est l’avant dernière version d'Excel, sortie le 29 septembre 2018, en même temps qu'Office 2019 pour le grand public.
Parmi les nouvelles fonctionnalités, on trouve, :
- Un nouveau thème sombre ;
- Davantage de types de graphique ;
- Une amélioration de l'outil de recherche ;
- De nouvelles fonctions ;
- Une amélioration de l'interface utilisateur et une standardisation avec les autres logiciels de la suite Microsoft 365 ;
- La possibilité de partager un fichier rapidement avec un autre utilisateur ;
- Des améliorations sur les outils Power BI et Power Query[19].

## Fonctionnement

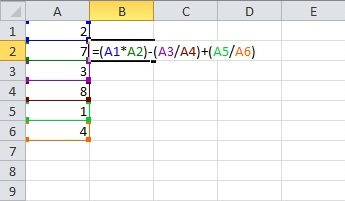
Feuille de calcul Excel. On distingue la numérotation des lignes à gauche, et des colonnes en haut. L'utilisateur est en train de saisir une formule.

Excel est un tableur, il se présente sous forme de tableaux structurés en lignes et colonnes dans des onglets séparés avec, pour chaque cellule qui compose chaque feuille, des caractéristiques particulières pour les calculs, des outils de génération de graphiques, des outils d'analyse croisée dynamique et un module de programmation par macro ou en développement direct avec le langage Visual Basic pour Application (VBA).
La valeur maximale d'Excel en abscisse est XFD et la valeur maximale en ordonnée est 1 048 576, soit 17 179 869 184 cellules par feuilles,. Il n'est cependant pas possible de remplir entièrement une feuille de calcul en raison des limitations techniques du processeur de l'ordinateur utilisé.

### Formules
Excel est un outil de manipulation de données. Tout contenu de cellule est une formule que l'on peut catégoriser de la manière suivante : du texte, une valeur (qui peut être calculée), l'entrée d'une formule de calcul, l'introduction d'une ou de plusieurs fonctions (ces deux dernières pouvant être cumulées).
Une formule de calcul peut avoir un ou plusieurs opérateurs arithmétiques. Il est possible de réaliser toute forme de calcul . Une formule de calcul commence par le signe « = » (le « + » est toutefois toléré). Il est possible d'effectuer des calculs dont le résultat dépend de la valeur d'autres cellules ou de saisir les valeurs utiles directement dans la formule. Les opérateurs sont les suivants :
| Opérateur | Type                       | Symbole(s)             | Signification              |
| --------- | -------------------------- | ---------------------- | -------------------------- |
| +         | Opérateur arithmétique     | Plus                   | Addition                   |
| -         | Opérateur arithmétique     | Moins                  | Soustraction               |
| *         | Opérateur arithmétique     | Astérisque             | Multiplication             |
| /         | Opérateur arithmétique     | Barre oblique          | Division                   |
| %         | Opérateur arithmétique     | Pour cent              | Pourcentage                |
| ^         | Opérateur arithmétique     | Accent circonflexe     | Exposant                   |
| =         | Opérateur de comparaison   | Égal                   | Egal à                     |
| <         | Opérateur de comparaison   | Inférieur              | Inférieur à                |
| >         | Opérateur de comparaison   | Supérieur              | Supérieur à                |
| >=        | Opérateur de comparaison   | Supérieur et égal      | Supérieur ou égal à        |
| <=        | Opérateur de comparaison   | Inférieur et égal      | Inférieur ou égal à        |
| <>        | Opérateur de comparaison   | Supérieur et inférieur | Différent de               |
| &         | Opérateur de concaténation | Esperluette            | Concaténation              |
| :         | Opérateur de référence     | Deux-points            | Plage de données           |
| ;         | Opérateur de référence     | Point-virgule          | Union de références        |
|           | Opérateur de référence     | Espace                 | Intersection de références |

### Fonctions
Une fonction est une action préprogrammée permettant de réaliser des opérations répondant à un ou plusieurs arguments séparés par un point virgule. Il existe de très nombreuses fonctions disponibles dans Excel, chacune permettant de réaliser une tache spécifique.
Toutes les fonctions sont désignées par un nom unique. Une fonction se présente toujours sous la forme suivante :
Il est possible d'associer plusieurs fonctions ou plus précisément de les imbriquer dans le but d'effectuer des opérations complexes. L'association de fonctions prend la forme suivante :
NB : dans notre exemple le NomDeLaFonction2 correspond à l'Argument1 de la première fonction NomDeLaFonction1().

#### Fonctions les plus courantes

##### Somme
La fonction SOMME() permet l'addition d'une plage de cellules (ensemble de cellules) et/ou de plusieurs valeurs. Cette fonction est équivalente à l'opérateur addition.

##### Moyenne
La fonction MOYENNE() permet d'effectuer la moyenne mathématique de plusieurs valeurs ou cellules.

##### Maintenant
La fonction MAINTENANT() permet d'obtenir la date et l'heure actuelle (date du système) lors de son insertion ou lors de l'ouverture du classeur. Elle est mise à jour à chaque actualisation du classeur. Cette fonction est utile, par exemple, pour automatiser la génération de facture ou pour calculer l'écart entre deux dates.

##### Condition
La fonction SI() ou régulièrement appelée « condition » permet d'afficher des résultats répondants aux critères définis dans les arguments.
Exemple : =SI(A1=4;"Vrai";"Faux")
La traduction en langage usuel de cette formule est :
Si la cellule A1 est égale à 4 ALORS afficher le texte « Vrai » SINON afficher le texte « Faux ».
NB : Dans une formule tout texte doit être mis entre des guillemets.

#### Autres fonctions
Les autres fonctions sont insérables manuellement, ou via l'assistant « Insertion de fonction ». Les fonctions sont divisées en 14 catégories  :
- Fonctions de comptabilité ;
- Fonctions cube ;
- Fonctions de base de données ;
- Fonctions de date et d'heure ;
- Fonctions d'ingénierie ;
- Fonctions financières ;
- Fonctions d'information ;
- Fonctions logiques ;
- Fonctions de recherche et de référence ;
- Fonctions mathématiques et trigonométriques ;
- Fonctions statistiques ;
- Fonctions de texte ;
- Fonctions définies par l'utilisateur installées avec les compléments ;
- Fonctions Web.

#### Fonctions complémentaires
Certaines formules reposent sur des packs externes de fonctions complémentaires. Les formules sont grossièrement les mêmes que pour OpenOffice.org Calc.

### Formules matricielles
Les formules matricielles sont des formules complexes qui ont la particularité de faire des calculs sur des matrices entières. Elle s'activent par les touches Ctrl+Maj.

### Graphiques

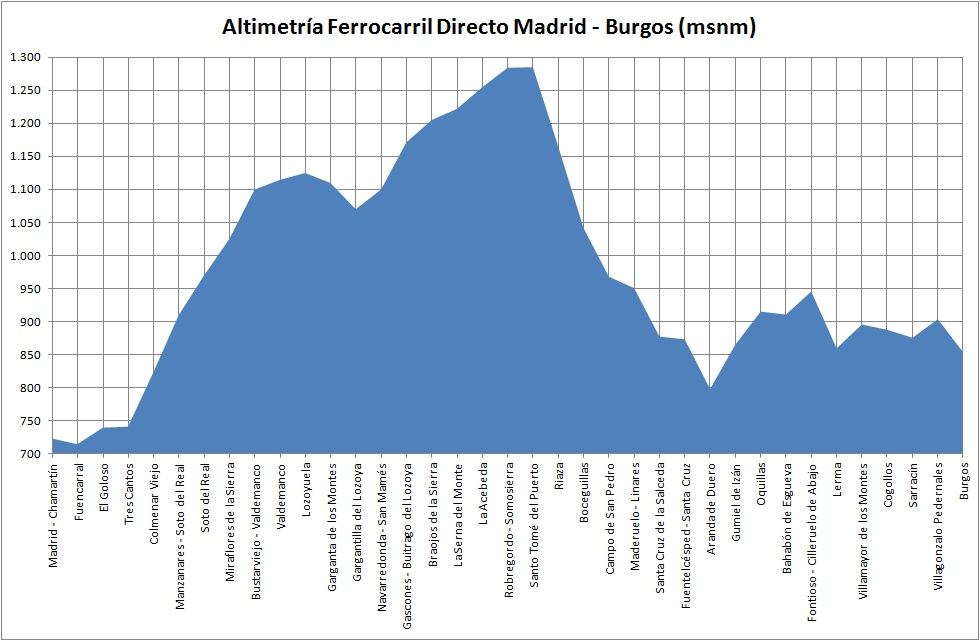
Exemple de graphique créé avec Excel.

Excel permet de tracer des graphiques basés sur le contenu des cellules sélectionnées. Ils se mettent automatiquement à jour .

### Tableaux croisés dynamiques
Les Tableaux Croisés Dynamiques (TCD) ont pour but de faire des statistiques très poussées et ce d'une manière souple et particulièrement performante. Ceux-ci sont réalisés à partir d'un tableau présenté sous la forme de listes de données ou d'une base de données.

### Macros
Excel intègre le langage de programmation Visual Basic for Applications (VBA) qu'il partage avec d'autres logiciels de la suite Microsoft Office. Il permet de contrôler entièrement l'application Excel via un éditeur de code intégré, mais aussi d'interagir avec d'autres applications d'Office comme Word, PowerPoint ou Access.
VBA permet de définir des macro-commandes (ou « macros ») qui permettent d'exécuter des tâches longues ou répétitives. Il permet également, à l'aide de certaines bibliothèques de composants (Windows ou .NET par exemple), de créer de véritables applications dans lesquelles Excel ne joue plus que le rôle d'interface graphique. L’exécution des macros nécessite l'extension de fichier « xlsm » et peut-être bloqué par Excel afin de prévenir le risque d'attaque informatique via ce code.

### Power Pivot
Power Pivot est une extension de Microsoft Excel permettant l'analyse de donnée. En outre, ce modèle permet l'import de bases de données complexes, la réalisation de calculs, ou la génération de tableaux de bord automatisés.

### Protection par mot de passe
La protection par mot de passe pour verrouiller l'accès au contenu d'une feuille Excel permet de se mettre à l'abri de modifications faites par inadvertance par des utilisateurs (étourdis) ou tout simplement par pure confidentialité et de réserver la lecture aux titulaires des mots de passe.
Mais contrairement à une croyance répandue, l'utilisation d'un mot de passe dans un tableur n'est pas conçu pour la sécurité. La protection peut être otée facilement ou pire, un utilisateur expérimenté et déterminé sera en mesure de retrouver le mot de passe avec une attaque par force brute, dictionnaire ou masque. Toutefois, les méthodes d'attaques par table arc-en-ciel sont inefficaces grâce au salage du mot de passe. Plus le mot de passe est complexe, plus il sera sécurisé (le nombre de caractère maximal sur Excel est de 15 caractères). Le contournement d'un mot de passe par force brute est relativement complexe. Étant donné que les fichiers Open XML sont principalement des archives, il faudra premièrement extraire le contenu et récupérer la balise XML de protection contenant le sel et le hash. Comme la dernière étape demande une puissance de calcul et une certaine complexité, elle est dissuasive pour la plupart des utilisateurs. Il s'agit de trouver le mot de passe tel que passé dans la fonction de hachage avec le sel un certain nombre de fois soit un correspondant au hash présent dans la balise de sécurité. Cette dissuasion repose sur le temps pris par l'algorithme de hachage. 
En effet, un utilisateur qui possède le mot de passe devra effectuer l'opération une seule fois. Tandis qu'un attaquant ne connaissant pas le mot de passe devra réitérer l'opération un grand nombre de fois {\displaystyle (setDeCaractere)^{15}}ce qui prendra un certain temps mais finira par arriver. Il est conseillé de choisir au moment de la création/sauvegarde du fichier, l'option qui propose un chiffrement plus fort que celui assigné par défaut.
Le pseudo-code utilisé pour les versions d'Excel 3, 4, 5, 95, 97, 2000, XP, 2003 est détaillé dans la documentation du format Open XML. Plus d'information sur la sécurité des mots de passe sont consultables sur la page Microsoft Office password protection.

## Formats de fichier
Jusqu'à la version 2007, Microsoft Excel utilisait un format propriétaire binaire caractérisé par l'acronyme BIFF (Binary Interchange File Format).
Excel 2007 utilise le format propriétaire de fichier Open XML identique à la structure du format XML comme format principal. Il porte le nom de SpreadsheetML dont l'acronyme s'écrit XMLSS. Ce format est introduit dans la version 2002 mais n'est pas capable d'encoder les macros écrites avec du langage VBA. Ce format soumis à Open Specification Promise et a été standardisé par l'ISO mais n'est pas pour autant un format ouvert.
Excel 2007 reste pour autant totalement compatible avec les formats des versions précédentes bien que Microsoft encourage l'usage de ce nouveau format XML. En parallèle, la plupart des versions de Microsoft Excel sont capables de lire les formats externes issus de fichiers CSV, DBF, SYLK ou encore DIF ; il dispose en plus d'un module d'importation intelligent de fichiers texte.

### Formats de fichier binaire Microsoft Excel
La spécification de format binaire a été rendue disponible par Microsoft en février 2008 et peut être téléchargée librement.

### Formats de fichier Open XML  à partir de Microsoft Office Excel 2007
Microsoft Excel 2007 autant que les autres applications de la suite Microsoft Office 2007, intègre le nouveau format de fichier faisant partie des spécifications du format XML ouvert (OOXML).
Les nouveaux formats depuis Excel 2007 sont :
| Format                                       | Extension | Commentaires |
| -------------------------------------------- | --------- | --- |
| Classeurs Excel                              | .xlsx     | Le format Excel par défaut. En réalité, il s'agit d'un format compressé ZIP avec une structure XML sous forme de texte. Ce format est appelé à remplacer le format initial .xls mais ne sait pas incorporer de macros pour des raisons de sécurité. |
| Format des classeurs avec Macros incorporées | .xlsm     | Identique au format des classeurs Excel mais avec macros incorporées. |
| Format binaire des classeurs                 | .xlsb     | Tout comme le format xlsm avec macros incorporées. A la différence du format xlsm, ce format stocke toutefois les informations du classeur en binaire plutôt qu'en XML de manière à pouvoir ouvrir et enregistrer de manière plus efficace considérant que format est plutôt destiné aux classeurs très volumineux, pourvus de milliers de lignes sur plusieurs centaines de colonnes. |
| Format des modèles avec Macros-incorporées   | .xltm     | Tout comme le format des modèles XLT des versions précédentes qu'il remplace, ce format permet de créer des modèles avec macros incorporées. |
| Format des macros complémentaires Excel      | .xlam     | Les macros complémentaires Excel sont considérées comme des bibliothèques de fonctions utilisées en référence, offrant des extra-fonctionnalités. Du fait de leur constitution, ce type de fichier supporte les macros. |

## Exportation des données issues de feuilles de calcul
Microsoft Excel fournit un jeu de fonctions d'applications liées directement à l'interface pour pouvoir exploiter des données issues de feuilles de calcul Excel dans des environnements et/ou des applications hétérogènes. Parmi eux se trouvent des composants permettant notamment d'ouvrir des classeurs Excel directement depuis Internet à l'aide de contrôles ActiveX ou encore de composants (PlugIns) comme ceux disponibles dans Adobe Flash Player. D'autres fonctionnalités sont en mesure de copier des données issues de feuilles de calcul Excel directement au sein d'applications Web en utilisant le format CSV (format texte séparé par des virgules).

## Programmation
Une caractéristique très intéressante de Microsoft Excel est celle de pouvoir écrire du code à travers le langage Visual Basic pour application. La rédaction du code (procédures, fonctions et macros) s'effectue dans un éditeur indépendant du classeur : Visual Basic Editor (VBE).
L'exploitation du classeur et de son contenu peut alors s'effectuer en utilisant des objets. Le code issu de procédures ou de fonctions peut être exécuté directement (F5) ou à partir de la feuille de calcul ciblée ou depuis un contrôle posé sur une feuille ou sur une fenêtre sous forme de formulaire (UserForm). On  peut donc écrire, modifier, déplacer, copier ou agir avec une multitude de possibilités sur le contenu des feuilles de calcul (données et graphiques) et ce, de façon instantanée. Chaque feuille de calcul peut devenir une véritable interface en parfaite homogénéité avec le code qui la supervise ou qui gère ses calculs. C'est pourquoi Excel est l'un des outils privilégiés du développement de petites applications par l'utilisateur

## Critiques et défauts
Excel a été critiqué sous différents angles et en particulier pour des problèmes de précision sur des calculs en virgule flottante, notamment en comparaison d'autres outils destinés aux calculs statistiques. Les adeptes d'Excel ont répondu que ces erreurs de précision ne concernaient qu'une minorité d'utilisateurs et que ces mêmes utilisateurs, le plus souvent, avaient des solutions de contournement pour y parer.
Par ailleurs, Excel utilise 1900 comme année de base et considère que celle-ci est bissextile. L'objectif était d'être en mesure de rester compatible avec le bug rencontré dans le tableur Lotus 1-2-3. Il continue d'être exploité ainsi encore aujourd'hui, même au sein du format de fichier XML ouvert.
Pour contrer certaines failles dans des calculs de date, Excel intègre et gère aussi la base de ses calculs à partir de l'année 1904.

### Bug de 2007
Le 22 septembre 2007, il apparait qu'Excel 2007 affiche des résultats incorrects dans certaines situations. Par exemple, pour la multiplication de 850 par 77,1, qui devrait avoir pour résultat 65 535, Excel affiche la valeur 100 000.
Microsoft a réagi en conséquence et a rapporté que ce problème existait pour un jeu de douze valeurs particulières, dont 65 535. Quel que soit le calcul effectué pour retourner une de ces valeurs, le résultat s'affiche avec une erreur similaire. Pour autant, la valeur correcte est quant à elle bien stockée en mémoire même si elle est passée à d'autres cellules. Seul le résultat affiché est inexact. Il fut précisé que seule la version 2007 était pénalisée par ce comportement. Le 9 octobre 2007, Microsoft met un correctif à la disposition des utilisateurs. En parallèle à cela, le Service Pack 1 de Microsoft Office 2007 corrige également le problème.
Chris Lomont a pu présenter de façon détaillée la cause de ce problème en expliquant que ce dernier était dû au changement du code de formatage de 16 bits en 32 bits, ce qui justifiait le fait que seules ces douze valeurs étaient concernées. Il a également souligné comment le correctif a pu corriger le problème.

## Versions

### Windows
- 1987 : Excel 2.0 ;
- 1990 : Excel 3.0 ;
- 1992 : Excel 4.0 ;
- 1993 : Excel 5.0 (Microsoft Office 4.2 et 4.3 et également une version 32-bit pour Windows NT tournant seulement sur PowerPC, DEC Alpha et MIPS OS) ;
- 1995 : Excel pour Windows 95 (version 7.0) – inclus dans Microsoft Office 95 ;
- 1997 : Excel 97 (version 8.0) - inclus dans Microsoft Office 97 (x86 et aussi DEC Alpha version) ;
- 1999 : Excel 2000 (version 9.0) inclus dans Office 2000 ;
- 2001 : Excel 2002 (version 10.0) inclus dans Office XP ;
- 2003 : Excel 2003 (version 11.0) inclus dans Office 2003 ;
- 2007 : Excel 2007 (version 12.0) inclus dans Office 2007 ;
- 2010 : Excel 2010 (version 14.0) inclus dans Office 2010 ;
- 2013 : Excel 2013 (version 15.0) inclus dans Office 2013 et Office 365 ;
- 2016 : Excel 2016 (version 16.0) inclus dans Office 2016 et Office 365 ;
- 2019 : Excel 2019 (version 16.0) inclus dans Office 2019 et Office 365 ;
- 2021 : Excel 2021 (version 16.0) inclus dans Office 2021 et Office 365.

### Apple Macintosh
- 1985 : Excel 1.0 ;
- 1988 : Excel 1.5 ;
- 1989 : Excel 2.2 ;
- 1990 : Excel 3.0 ;
- 1992 : Excel 4.0 ;
- 1993 : Excel 5.0 (Office 4.X – version Motorola 68000 et première version pour PowerPC) ;
- 1998 : Excel 8.0 (Office 98) ;
- 2000 : Excel 9.0 (Office 2001) ;
- 2001 : Excel 10.0 (Office v. X) ;
- 2004 : Excel 11.0 (Office 2004 pour Mac) ;
- 2008 : Excel 12.0 (Office 2008 pour Mac) ;
- 2010 : Excel 14.0 (Office 2011 pour Mac) ;
- 2013 : Excel 15.0 (Office 2013 pour Mac) ;
- 2016 : Excel 16.0 (Office 2016 pour Mac) ;
- 2019 : Excel 16.0 (Office 2019 pour Mac).

### OS/2
- 1989 : Excel 2.2 ;
- 1990 : Excel 2.3 ;
- 1991 : Excel 3.0.

## Certifications
Plusieurs certifications sont disponibles, permettant d'évaluer le niveau en Excel.
Certaines se déroulent dans l'environnement réel des logiciels :
- Le MOS ou Microsoft Office Specialist ;
- Le TOSA (méthode adaptative)[40].

## Compétitions internationales
Dans le cadre du championnat du monde des spécialistes de la suite Microsoft Office (Microsoft Office Specialist World Championship) organisé par Certiport, il existe une division consacrée à Excel depuis 2001. La compétition a été remportée en 2016 par l'Américain John Dumoulin.
De son côté, l'entreprise Financial Modeling World Cup (FMWC) organise trois compétitions sur Excel :
- La Financial Modeling World Cup centrée sur les applications financières, depuis 2020
- Le Microsoft Excel World Championship (MEWC) portant sur différents cas d'usage du logiciel, depuis 2021 sous sa forme actuelle
- Le Microsoft Excel Collegiate Challenge (MECC) destiné aux étudiants, depuis 2022

#### Excel 2013
- Mark Dodge et Craig Stinson, Microsoft Excel 2013, Sebastopol, Microsoft Press, coll. « Inside Out », 1170, 1154 p. (ISBN 978-0-7356-6905-5, présentation en ligne)
- Curties D. Frye, Microsoft Excel 2013, Sebastopol, Microsoft Press, coll. « Step by Step », 2013, 512 p. (ISBN 978-0-7356-8101-9)
- Microsoft Excel 2013, Paris, ENI Éditions, coll. « Référence Bureautique », 2013, 494 p. (ISBN 978-2-7460-7896-3, présentation en ligne)
- Wayne L. Winston, Microsoft Excel 2013 : Data Analysis and Business Modeling, Sebastopol, Microsoft Press, 2014, 888 p. (ISBN 978-0-7356-6913-0)

#### Excel 2010 et Excel 2011 pour Mac
- Mark Dodge et Craig Stinson, Microsoft Excel 2010, Sebastopol, Microsoft Press, coll. « Inside Out », 2010, 1154 p. (ISBN 978-0-7356-2688-1, présentation en ligne)
- Excel 2010, Paris, ENI Éditions, coll. « Repère », 2011, 417 p. (ISBN 978-2-7460-6040-1, présentation en ligne)
- Excel 2011 pour Mac, Paris, ENI Éditions, coll. « Référence Bureautique », 2011, 382 p. (ISBN 978-2-7460-6212-2, présentation en ligne)
- Curties D. Frye (trad. de l'anglais), Microsoft Excel 2010, Paris, Microsoft Press, coll. « Étape par Étape », 2010, 368 p. (ISBN 978-2-10-055117-0, présentation en ligne)
- Egbert Jeschke, Helmut Reinke, Sara Unverhau, Eckehard Pfeifer, Bodo Fienitz et Jens Bock, Microsoft Excel 2010 : Formulas & Functions, Sebastopol, Microsoft Press, coll. « Inside Out », 2011, 1084 p. (ISBN 978-0-7356-5802-8, présentation en ligne)
- Microsoft Excel 2010, Paris, ENI Éditions, coll. « Référence Bureautique », 2010, 485 p. (ISBN 978-2-7460-5494-3, présentation en ligne)
- Wayne L. Winston, Microsoft Excel 2010 : Data Analysis and Business Modeling, Sebastopol, Microsoft Press, 2011, 720 p. (ISBN 978-0-7356-4336-9, présentation en ligne)

#### Excel 2007 et Excel 2008 pour Mac
- Mark Dodge et Craig Stinson (trad. de l'anglais), Microsoft Excel 2007, Paris, Microsoft Press, coll. « De fond en comble », 2007, 576 p. (ISBN 978-2-10-051179-2, présentation en ligne)
- Curtis D. Frye (trad. de l'anglais), Microsoft Excel 2007, Paris, Microsoft Press, coll. « Étape par Étape », 2007, 378 p. (ISBN 978-2-10-050631-6, présentation en ligne)
- Wayne L. Winston (trad. de l'anglais), Microsoft Excel 2007 pour l'entreprise, Paris, Microsoft Press, 2008, 288 p. (ISBN 978-2-10-051525-7, présentation en ligne)